# Faustino Imbali
Faustino Fudut Imbali (Ilondé, 1º maggio 1956) è un politico guineense.

## Biografia
È stato Primo ministro della Guinea-Bissau dal marzo al dicembre 2001.
Dal giugno 2012 ricopre la carica di Ministro degli esteri.